# Bocageopsis
Bocageopsis es un género de plantas fanerógamas perteneciente a la familia de las anonáceas. Son nativas de América meridional.

## Taxonomía
El género fue descrito por Robert Elias Fries y publicado en Acta Horti Bergiani 10: 143, f. 1e, 2. 1931. La especie tipo es: Bocageopsis multiflora

### Lista de especies
Se reconocen cuatro especies:
- Bocageopsis canescens (Spruce ex Benth.) R.E. Fr.
- Bocageopsis mattogrossensis (R.E. Fr.) R.E. Fr.
- Bocageopsis multiflora (Mart.) R.E. Fr.
- Bocageopsis pleiosperma Maas